# Cotoneaster adpressus
Cotoneaster adpressus là loài thực vật có hoa trong họ Hoa hồng. Loài này được Bois mô tả khoa học đầu tiên năm 1904.

## Hình ảnh

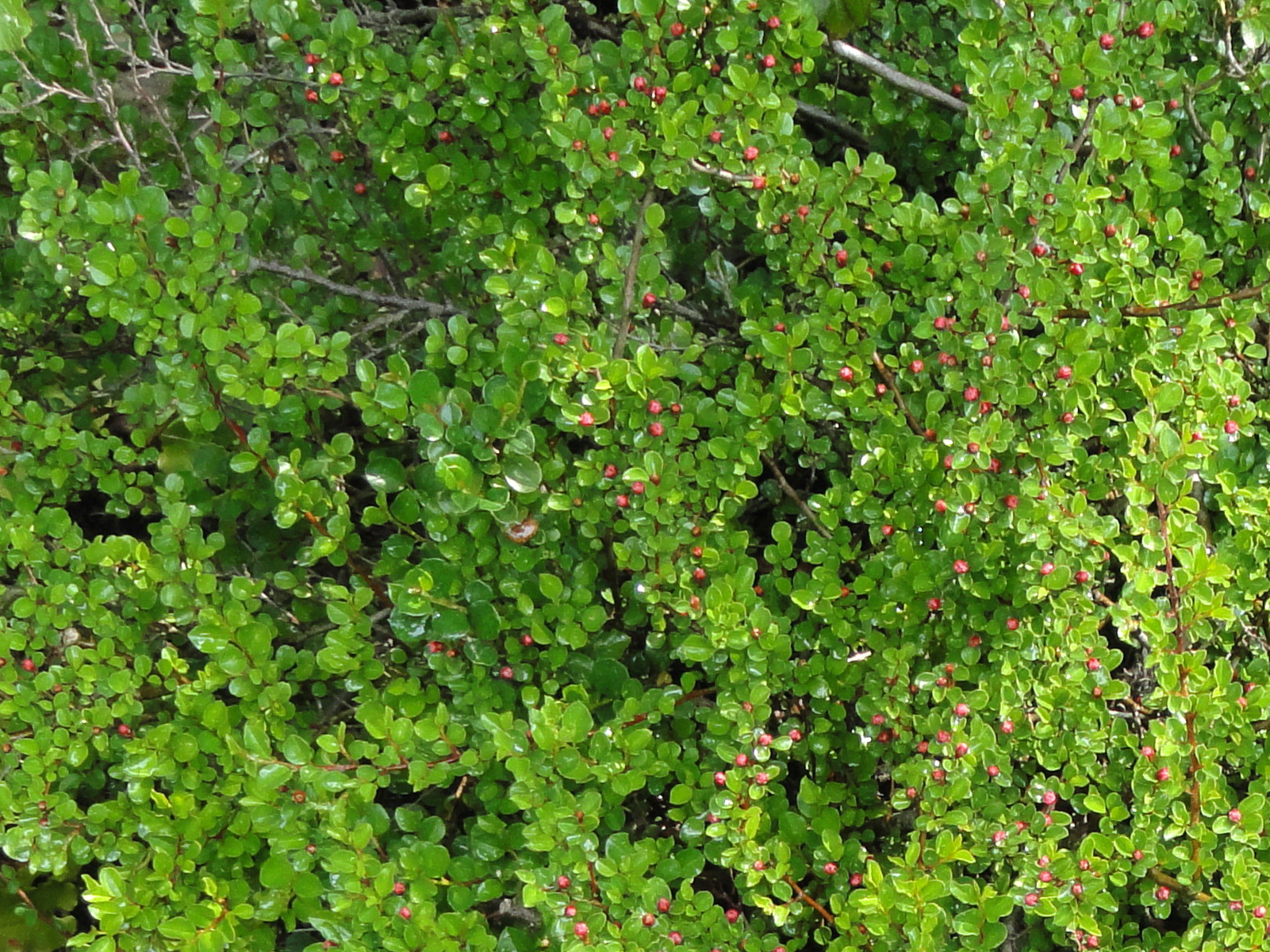
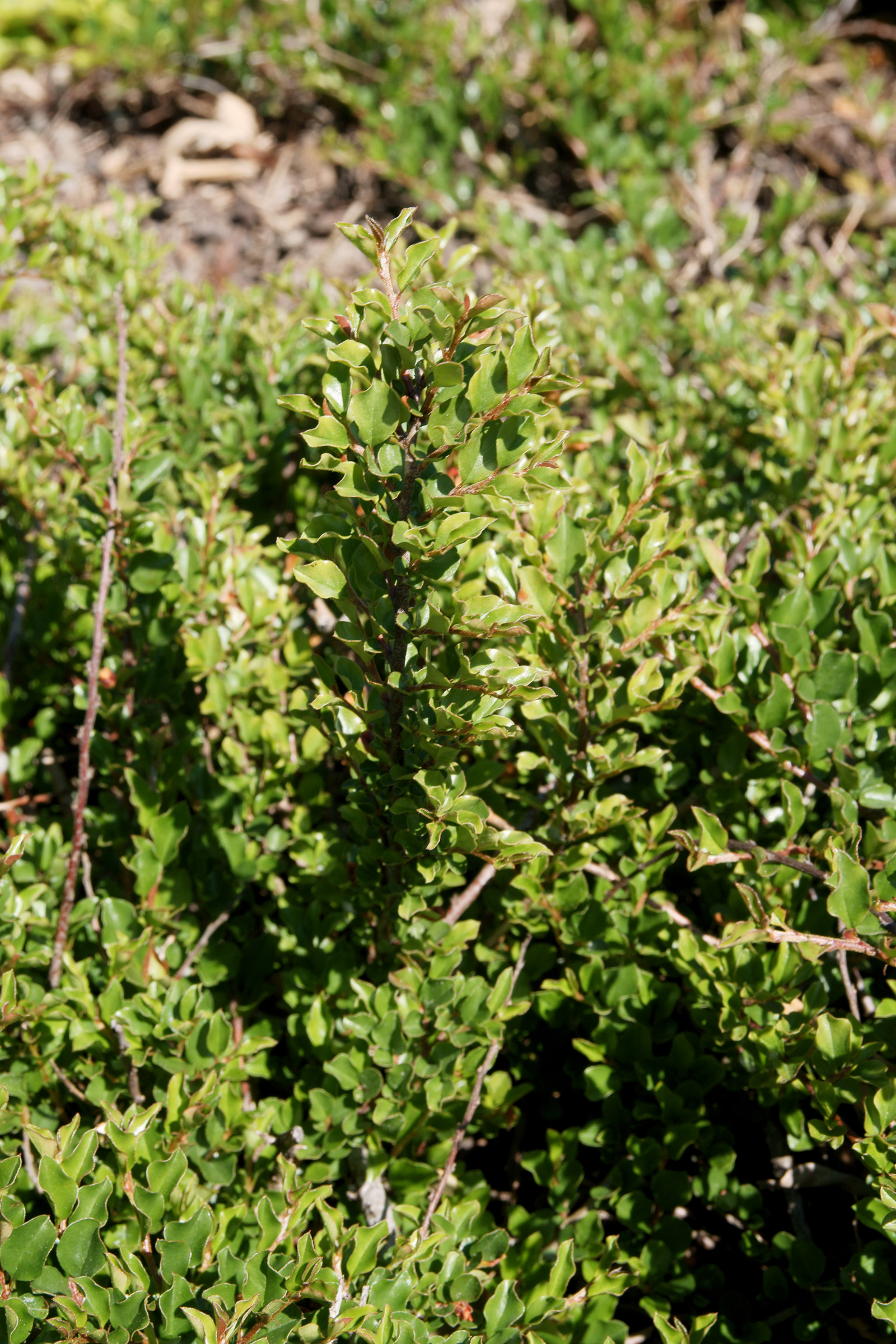